# به خاطر خواهرم
به خاطر خواهرم فیلمی به کارگردانی حجت‌الله سیفی و نویسندگی حجت الله سیفی، شهناز ارسالی ساختهٔ سال ۱۳۸۶ است.

## بازیگران
- اسماعیل محرابی
- امید محرابی
- شبنم قلی‌خانی
- رامین راستاد
- اصغر نقی‌زاده
- بهروز نیک‌اخلاق
- فریده دریامج
- مهرداد فلاحتگر
- محمد بیطرفان
- کاظم نجارزاده
- فریبا مهدی
- فریا ثمرانی
- محمد حاج حسینی
- منصوره میرمعرب